# 1627 en musique classique
| \| • Retour à la chronologie générale de la musique classique • \| |
| Grèce • Rome • Haut Moyen Âge • VIIIe siècle • IXe siècle • Xe siècle • XIe siècle XIIe siècle • XIIIe siècle • XIVe siècle • XVe siècle • XVIe siècle • XVIIe siècle XVIIIe siècle • XIXe siècle • XXe siècle • XXIe siècle |
| • Retour à la chronologie générale de la musique classique • |

| Années en musique classique : 1624 - 1625 - 1626 - 1627 - 1628 - 1629 - 1630    |
| Décennies en musique classique : 1590 - 1600 - 1610 - 1620 - 1630 - 1640 - 1650 |

## Événements
- Heinrich Schütz compose Dafne, le premier opéra allemand.

## Naissances

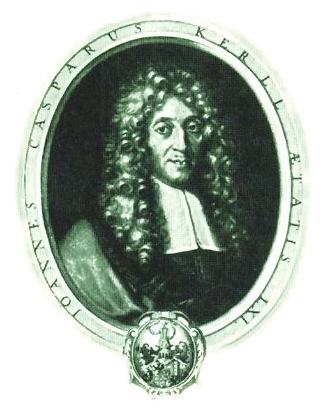
Johann Kaspar Kerll

- 21 février : Nicolò Beregan, avocat, poète et librettiste d'opéra italien († 17 décembre 1713).
- 9 avril : Johann Kaspar Kerll, compositeur et organiste allemand († 13 février 1693).

Date indéterminée :
- Franciscus Loots, compositeur et musicien flamand.
- Nicolas Gigault, organiste et compositeur français († 20 août 1707).

## Décès

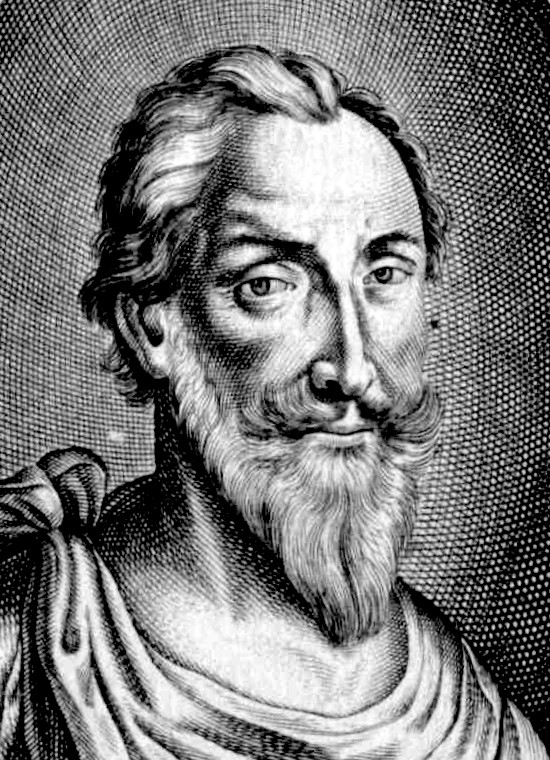
Jacques Mauduit

- 23 mars : Lodovico Zacconi, compositeur et théoricien de la musique italien (° 11 juin 1555).
- 24 juin : Leone Leoni, compositeur italien (° vers 1560).
- 21 août : Jacques Mauduit, compositeur français (° 16 septembre 1557).

Date indéterminée :
- Lodovico Grossi da Viadana, compositeur italien (° 2 mai 1560).
- Ascanio Maione, musicien et compositeur italien.